# 10996 Армандшпітц
10996 Армандшпітц (1978 NX7, 1990 QA12, 1998 AD8, 1999 CQ53, 10996 Armandspitz) — астероїд головного поясу, відкритий 7 липня 1978 року.
Тіссеранів параметр щодо Юпітера — 3,173.